# 星期三的康帕内拉
星期三的康帕內拉（日语：／ Suiyōbi no Kampanera）是一組2012年成立的日本音樂團體，作品風格多為嘻哈、J-pop、电音。初期成員分別為、釼持英郁、，2021年離開團體後，新成員詩羽加入成為主唱。

## 經歷
KOM_I在認識的影像作家的家庭派對中，被Dir.F搭話「唱歌嗎？」而開始了這個品牌。
2012年，開始在Youtube上發表作品。
2015年4月，開始了外包導演（OBKR、オオルタイチ）製作EP「Triathlon」發行。同年5月接了Yahoo！的網拍「雅拍!」的CM廣告。
2015年10月，日清咖哩飯的邀約下，製作《RA-》的MV發行。是由於星期三的康帕内拉與日清咖哩飯兩者的理念相同，為了創作出新的形態，而有了製作音樂影像的合作。
2016年2月，〈RA-〉在「SPACE SHOWER MUSIC AWARDS」獲獎「BEST ART DIRECTION VIDEO」。8月來台參加超犀利趴7。
2017年2月8日發表首張主流出道專輯《SUPERMAN》，ORICON排行榜首周第9名。
2017年3月8日舉辦首次日本武道館演唱會「八角宇宙」。
2017年3月8日コムアイ與加山雄三合唱《海 その愛》該曲收錄在《加山雄三の新世界》專輯 。
2017年5月26日發表數位單曲《メロス》，作為東京賭馬場第84回日本ダービー主題曲，該曲MV特別跑到蒙古拍攝。
2017年6月30日發表數位單曲[贏政]，作為真實逃脫遊戲《ある大戦場からの脱出》主題曲。
2017年7月30日kom_i參與日劇深海魚男，飾演中國籍柏青哥店員。
2017年7月26日發售首張藍光演唱會影碟「水曜日のカンパネラ 日本武道館公演〜八角宇宙〜」。
2017年7月28日發表數位單曲《ピカソ》，作為NHK「J-MELO」節目片尾曲。
2017年8月31日出演REBORN ART FESTIVAL，與Daisy Balloon合作造型。
2017年10月13日[IN THE BOX TOUR]台北演唱會@TAIPEI   LEGACY。
2017年10月14日[IN THE BOX TOUR]台中演唱會@TAICHUNG LEGACY。
2017年10月28日參加美國音樂祭＜CAMP FLOG GNAW CARNIVAL2017＞ 該活動首位日本歌手演出。
2017年11月4日參加日本紅牛音樂祭「レッドブル・ミュージック・フェスティバル東京 2017 『SOUND JUNCTION-渋谷音楽交差点』」邀請嘉賓加山雄三合唱。
2017年11月12日為日本NHK電視台節目《にほんごであそぼ》節目表演新歌《江戸っ子どこどこ》。
2017年11月18日首次造訪香港參加《Clockenflap》音樂祭演出。
2017年11月23日「MØ JAPAN TOUR 2017」熱場演出。
2017年11月24日kom_i入選日本VOUGE雜誌2017年《WOMAN OF THE YEAR》。
2017年11月29日發表數位單曲《ガラ》，作為氣泡酒フレシネ的廣告歌曲。
2018年1月1日發表數位單曲《江戸っ子どこどこ》、作為NHK兒童節目《にほんごあそぼう》的歌曲。
2018年1月獲選Apple Music首位亞洲歌手的「明日之星up next」公開9分鐘的紀錄片。
2018年10月13日在台北Legacy演出。
2019年11月27日kom_i來台和yahyel在台北THE WALL開唱。
2021年9月kom_i宣布退出，新主唱由詩羽（うたは）接任。
2023年1月6日和7日，第二代主唱詩羽來台在PIPE開唱。

## 成員
詩羽
主唱
第二代主唱，2001年出生於東京，為模特兒，喜歡甜食，酒量差。當初Dir.F透過IG私訊問她有沒有興趣加入星期三的康帕內拉，大概第三次見面後即詢問她正式加入的意願，詩羽也快速答應。
釼持英郁（ケンモチヒデフミ）
作曲、填詞
1981年8月2日出生，幾乎所有歌曲都是由他創作，成軍前長期在大阪工作，當時跟其他團員用SKYPE視訊開會，2015年10月搬到神奈川，目前每周三在J-WAVE電台的深夜節目SPARK當副主持，每周扮演不同角色籍並評論DTM投稿作品，節目裡也會扮演女性酒吧老闆hidemi。推特曾公開扮演hidemi的女裝照片，有為iri、スタメンKiDS、CHARA等歌手作曲，也有為音樂學校的學生上過課。推特帳號@h_kenmochi。
Dir.F（ディレクター・エフ）
上述以外全部事項
1982年10月13日出身，本名福永泰朋（日语：／ Fukunaga Yasuhiro）。初期的MV多由他編輯製作，很喜歡撥頭髮。負責官方推特@wed_camp更新，曾經在官網粉絲專業GARAGE目標每天寫STAFF REPORT日記（收費內容），不過日記變成週記，又變成月記，最後官網撤掉該日記。

### 過往成員
KOM_I（コムアイ）
主唱
1992年7月22日出生，本名輿美咲（日语：／ Koshi Misaki），父親是美式足球比賽解說家，出生於日本神奈川縣，慶應大學畢業(延畢)。優點是會鹿的解體；弱點是起床(低血壓)。興趣是看電影跟舞台表演，拍下感覺快要消失的推文，看摔角，喜歡的藝人是大貫妙子、ちあきなおみ、椎名林檎、岡村靖幸、レキシ、レイ・ハラカミ、Cornelius、藝名是取自於本名，但是KOMI有人取過了所以改成KOM_I，參加星期三的康帕內拉之前完全沒有音樂的經驗，覺得自己是很普通的社會人。推特帳號@KOM_I。
曾經有另一位女性成員，不過在Youtube發表一首歌後就退團了。

## 團體名由來
「水曜日のカンパネラ」由來為在星期三的會議特別多，所以由漢字、平假名和片假名與其他的理由組合而成。最初其實是預定組成三人女子團體。
還在獨立製作時，MV冠上的團名為「Suiyōbi no Campanella」。
2015年初次到台灣的高雄演出時，團名為「星期三的康帕内拉」。
2016年至美國的德克薩斯州的SXSW時，團名為「Wednesday Campanella」。

## 音樂作品
- （2015）
- （2017）
- （2023年5月3日）
- （2023年5月3日）
- （2024年6月5日）
- （2024年9月25日）

## 轶事
2018年7月15日，“星期三的康帕內拉”受邀到沖繩進行表演。女主唱KOM_i在演唱歌曲《桃太郎》時按照慣例鑽進一個巨大透明球中，並滾進觀眾群中進行互動，结果被觀眾一路推著滾進了海中，隨著風越漂越遠，KOM_i一度想靠自己踩著球回來，但無濟於事。無奈之下，她用話筒對觀眾大喊：“謝謝大家！”並揮手致意。最後，搜救人員出動將她救回，所幸Kom_i平安無事。她在海上漂流的孤單背影被截圖瘋傳。

## 外部連結
- 官方网站